# Macroglossum dohertyi
Macroglossum dohertyi är en fjärilsart som beskrevs av Rothschild 1894. Macroglossum dohertyi ingår i släktet Macroglossum och familjen svärmare. Inga underarter finns listade i Catalogue of Life.